# Subic-Bucht
Die Subic-Bucht (von spanisch Bahía de Súbic) ist eine Bucht auf der philippinischen Insel Luzón, etwa 100 km nordwestlich der Manilabucht. Die Bucht wird von Bataan im Süden, der Provinz Zambales, genauer der Gemeinde Subic im Norden sowie der Gemeinde Olongapo City im Osten eingerahmt. Im Hinterland östlich der Bucht liegt das Naturschutzgebiet Subic Watershed Forest Reserve. Zusätzlich dienen die Strände an der Subic-Bucht als Naherholungsgebiet für Bewohner der Metropolregion Manila. An einem Seitenarm der Subic-Bucht befindet sich das Ocean Adventure, ein Zoo mit Delfinarium. Die dort gefangenen Meeressäuger leben in einem eingezäunten Bereich der Bucht.

## Geschichte
Seit 1898 befand sich in der Bucht die United States Naval Base Subic Bay, eine Basis der United States Navy, gegen die schließlich philippinische Politiker bis zu ihrer Auflösung 1992 protestierten. Nachdem aber China das Scarborough-Riff im Zuge der Territorialkonflikte im Südchinesischen Meer 2012 faktisch unter seine Kontrolle gebracht hatte, wurden erneut US-Kriegsschiffe unter der EDCA-Vereinbarung in der Subic-Bucht stationiert.
Seit dem Rückzug der US-Streitkräfte wurde die Basis kommerziell genutzt. Blue Chips pumpten über 3 Milliarden US-Dollar in die Region, schufen am Rande der Bucht 70.000 Arbeitsplätze und es wurde ein Freihafen gebaut.
1996 wurde ein Treffen der APEC an der Subic-Bucht abgehalten.
Ab 2006 errichtete der koreanische Schiffbaukonzern Hanjin Heavy Industries hier eine Tochterwerft; Hanjin Heavy Industries & Construction Philippines (kurz HHIC Phil) ist die größte Schiffswerft der Philippinen und eine der größten der Welt.

## Tourismus und Veranstaltungen
- Auf dem Grund der Subic-Bucht liegen zahlreiche US-amerikanische und japanische Wracks aus dem Zweiten Weltkrieg sowie einige spanische aus der Kolonialzeit. Es handelt sich dabei um Flugzeuge und Schiffe. Bei Tauchern ist die Subic-Bucht deshalb für das Wracktauchen bekannt.[3]
Während einige Wracks selbst für Anfänger leicht erreichbar sind, setzen andere tiefer gelegene Wracks große Erfahrung als Taucher voraus oder sind ganz technischen Tauchern vorbehalten. In Subic gibt es mehrere Tauchbasen, die sich auf das Wracktauchen spezialisiert haben.

- Seit 2016 wird hier im März mit dem Ironman 70.3 Subic Bay ein Triathlon über die Mitteldistanz (1,9 km Schwimmen, 90,2 km Radfahren und 21 km Laufen) und ein Triathlon über die Ironman-Distanz im Juni ausgetragen.

- In und um Subic Bay gibt es eine große Auswahl an internationalen Restaurants und Hotels sowie viele Bars und Nachtclubs.